# Beverly Archer
Beverly Archer (19 de julio de 1948) es una actriz estadounidense.
Nació en Oak Park, Illinois, pero fue criada en California. Estudió en la Universidad Estatal de San Francisco y en la UC Santa Bárbara, especializándose en artes dramáticas. Los papeles de Iola Boylan en Mama's Family y de Alva Bricker en Major Dad se convirtieron en sus actuaciones más reconocidas en televisión.
Actuó en otros programas como The Young and the Restless, ALF y en la película Proyecto: ALF, entre otras. También escribió tres episodios para la mencionada serie ALF. Apareció en dos episodios de la serie Married... with Children encarnando a la bibliotecaria Miss Hardaway. En 1994 actuó en un episodio del seriado Full House. Se retiró de la televisión y del cine en el año 2000.